# Punto Azul
Punto Azul war eine äquatorialguineische Fluggesellschaft mit Sitz in Malabo und Basis auf dem Flughafen Malabo. 

## Geschichte
Punto Azul wurde im Jahr 2010 gegründet. Im Mai 2015 stellte sie den Flugbetrieb bis auf Weiteres ein, nach einer Restrukturierung sollte er aber wieder aufgenommen werden.
Nachdem man zunächst anvisierte, den Flugbetrieb mit – von der österreichischen InterSky geleasten – ATR 72-600 wieder aufzunehmen, stellte das Unternehmen den Betrieb 2016 erneut ein; die äquatorialguineische Luftfahrtbehörde entzog der Punto Azul schließlich das Luftverkehrsbetreiberzeugnis.

## Flugziele
Punto Azul betrieb Linienflüge und private Charterflüge für die Öl- und Gasindustrie Äquatorialguineas und der umliegenden Länder. Sie steht wie alle Airlines des Landes derzeit auf der Liste der Betriebsuntersagungen für den Luftraum der Europäischen Union.

## Flotte
Im September 2015 bestand die Flotte aus zwei Flugzeugen:
| Flugzeugtyp     | Luftfahrzeugkennzeichen | Anmerkungen                 | Sitzplätze |
| --------------- | ----------------------- | --------------------------- | ---------- |
| Embraer ERJ-145 | ZS-DFC                  | betrieben durch NAC Charter | 50         |
| Embraer ERJ-145 | 3C-MAC                  |                             | 50         |